# Laura Flippes

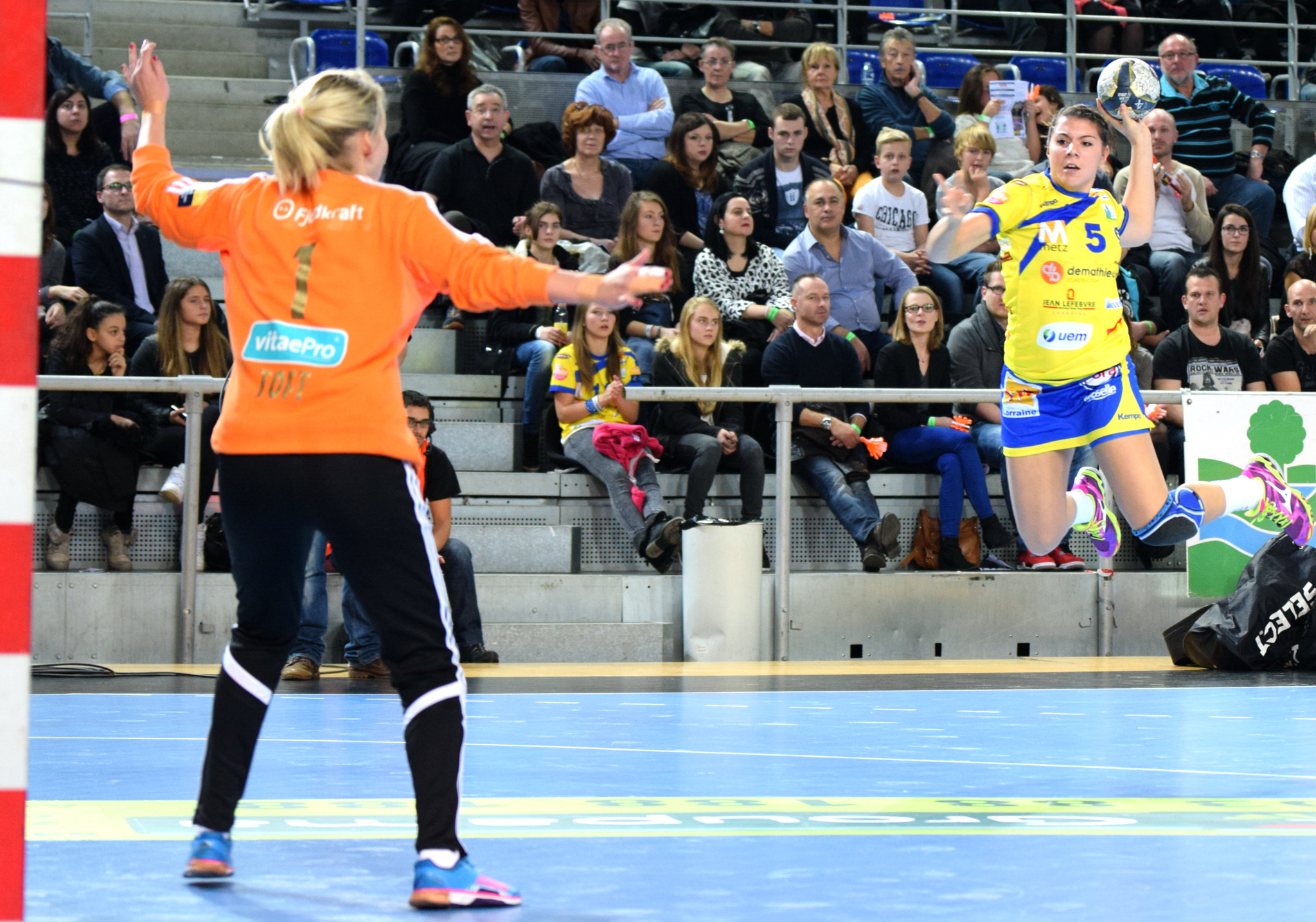
Laura Flippes au tir à 6 mètres face à Sandra Toft, le 15 novembre 2014.

Laura Flippes, née le 13 décembre 1994 à Strasbourg, est une joueuse internationale française de handball, évoluant au poste d'arrière ou d'ailière droite
Internationale depuis 2016, elle est notamment championne du monde en 2017 et en 2023, championne d'Europe en 2018 et championne olympique en 2021 à Tokyo. 
En club, après sept saisons au Metz Handball, elle évolue de 2020 à 2023 au Paris 92 puis une saison au CSM Bucarest avant de revenir au Metz Handball à partir de 2024.

## Biographie
Laura Flippes a commencé à Lingolsheim puis formée à Achenheim, ses bonnes prestations lui valent d'être appelée en équipe de France junior. Après une campagne victorieuse qui voit Achenheim remporter le championnat de Nationale 1, Laura Flippes rejoint le Metz Handball à l'été 2013. 
Profitant de la blessure de titulaires, elle effectue rapidement ses débuts en première division, avec notamment 7 buts lors de son premier match. Elle participe ensuite encore à quelques rencontres de la saison régulière pour un total de 8 matches et 11 buts. À l'issue de la saison, le Metz Handball remporte son 19e titre de champion.
À l'été 2014, elle participe au Championnat du monde junior avec l'équipe de France junior, qu'elle termine à la cinquième place.
En mai 2016, elle remporte avec Metz son deuxième titre de championne de France, après une finale gagnée face à Fleury Loiret.
Appelée dans les 19 joueuses retenues pour la  préparation aux Jeux olympiques de Rio, elle connaît sa première sélection en amical face à la Norvège et inscrit un but. Elle ne fait cependant pas partie de la liste des quatorze joueuses retenues pour la compétition olympique.
Performante lors des rencontres de préparation au championnat d'Europe de décembre 2016, elle est cette fois sélectionnée dans le groupe appelé à disputer la compétition, où elle évoluera principalement sur l'aile droite,.
Avec le club de Metz, lors de la saison 2018-2019, elle atteint les demi-finales de la Ligue des champions et remporte le championnat, pour la quatrième fois consécutive, et la Coupe de France. À l'issue de la saison, elle est élue meilleure ailière droite du championnat de France 2018-2019.
Elle fait partie de l'équipe de France sacrée championne olympique aux Jeux de 2020, étant de surcroit élue meilleure ailière droite de la compétition bien qu'elle ait majoritairement évolué au poste d'arrière après le forfait en cours de compétition d'Alexandra Lacrabère.
Initialement sélectionnée pour le championnat du monde 2023, elle se blesse à une cuisse lors du match de tour préliminaire contre l'Islande et est remplacée en équipe de France par Océane Sercien-Ugolin. Elle reprend sa place dans le groupe français à l'occasion de la rencontre de tour principal contre la Corée du Sud. Le 17 décembre, elle est titrée championne du monde pour la deuxième fois après 2017.
Après une expérience d'une saison à l'étranger au CSM Bucarest, elle décide de revenir au Metz Handball à partir de 2024 pour les trois saisons suivantes.

## Palmarès

### En sélection
Jeux olympiques
- Médaille d'or aux Jeux olympiques de 2020 à Tokyo,  Japon
- médaille d'argent aux Jeux olympiques de Paris en 2024,  France

championnat du monde
- vainqueur du championnat du monde 2017
- finaliste du championnat du monde 2021[22]
- vainqueur du championnat du monde 2023

championnat d'Europe
- finaliste du championnat d'Europe 2020
- vainqueur du championnat d'Europe 2018
- troisième du championnat d'Europe 2016

autres
- 5e place du championnat du monde junior 2014

### En club
compétitions internationales
- quatrième de la Ligue des champions en 2019 (avec Metz Handball)

compétitions nationales
- championne de France en 2014, 2016, 2017, 2018 et 2019 (avec Metz Handball)
- vainqueur de la coupe de France en 2015, 2017 et 2019 (avec Metz Handball)
- vainqueur de la coupe de la Ligue en 2014 (avec Metz Handball)

autres
- championne de France de Nationale 1 en 2013 (avec Achenheim Truchtersheim HB)

### Distinctions individuelles
- élue meilleure ailière droite de la saison du championnat de France 2018-2019[17]
- élue meilleure ailière droite des Jeux olympiques 2020

## Décorations
- Chevalier de la Légion d'honneur (2021)[23]